# Primera División de Antigua y Barbuda 2018-19
La Primera División de Antigua y Barbuda 2018-19 fue la edición número 48 de la Primera División de Antigua y Barbuda.

## Formato
En el torneo participarán diez equipos los cuales jugarán entre sí mediante un sistema todos contra todos dos veces totalizando dieciocho partidos cada uno; al término de las dieciocho jornadas el club con mayor puntaje se proclamará campeón y de cumplir con los requisitos establecidos podrá participar en la CONCACAF Caribbean Club Shield 2020, por otro lado los dos últimos clasificados descenderán a la Primera Liga de Antigua y Barbuda, mientras que el octavo clasificado jugará el play-off de regalación.

## Equipos participantes
| Pos.   | Equipo          |
| ------ | --------------- |
| 1      | Hoppers FC      |
| 2      | Five Islands FC |
| 3      | Parham FC       |
| 4      | Grenades FC     |
| 5      | Tryum FC        |
| 6      | Swetes FC       |
| 7      | SAP FC          |
| 8      | Old Road FC     |
| 1 (SD) | Villa Lions FC  |
| 2 (SD) | Liberta SC      |

### Ascensos y descensos
| Pos. | Ascendidos de Primera Liga 2017-18 |
| ---- | ---------------------------------- |
| 1    | Villa Lions FC                     |
| 2    | Liberta SC                         |

| Pos. | Descendiods de Primera División 2017-18 |
| ---- | --------------------------------------- |
| 9    | Pigotts Bullets FC                      |
| 10   | Empire FC                               |

## Tabla de posiciones
Actualizado el 17 de abril de 2019.
| Pos. | Equipo             | PJ | PG | PE | PP | GF | GC | DG  | Pts. | Clasificado a                                 |
| ---- | ------------------ | -- | -- | -- | -- | -- | -- | --- | ---- | --------------------------------------------- |
| 1    | Liberta SC (C)     | 18 | 10 | 4  | 4  | 27 | 14 | +13 | 34   | Campeón y CONCACAF Caribbean Club Shield 2020 |
| 2    | Hoppers FC         | 18 | 10 | 3  | 5  | 36 | 25 | +11 | 33   |                                               |
| 3    | Grenades FC        | 18 | 10 | 2  | 6  | 25 | 17 | +8  | 32   |                                               |
| 4    | Old Road FC        | 18 | 10 | 1  | 7  | 35 | 22 | +13 | 31   |                                               |
| 5    | Parham FC          | 18 | 8  | 2  | 8  | 27 | 29 | -2  | 26   |                                               |
| 6    | Swetes FC          | 18 | 6  | 6  | 6  | 38 | 34 | +4  | 24   |                                               |
| 7    | Five Islands FC    | 18 | 7  | 3  | 8  | 27 | 29 | -2  | 24   |                                               |
| 8    | Tryum FC           | 18 | 5  | 5  | 6  | 24 | 29 | -5  | 20   | Playoff del Descenso                          |
| 9    | SAP FC (D)         | 18 | 6  | 0  | 12 | 26 | 47 | -21 | 18   | Primera Liga 2019-20                          |
| 10   | Villa Lions FC (D) | 18 | 4  | 2  | 12 | 18 | 37 | -19 | 14   | Primera Liga 2019-20                          |

## Play-off del descenso
Actualizado el 18 de Julio de 2019
| Pos. | Equipo               | PJ | PG | PE | PP | GF | GC | DG | Pts. | Clasificado a            |
| ---- | -------------------- | -- | -- | -- | -- | -- | -- | -- | ---- | ------------------------ |
| 1    | Ottos Rangers FC (A) | 2  | 1  | 0  | 1  | 4  | 4  | 0  | 3    | Primera División 2019-20 |
| 2    | Tryum FC (D)         | 2  | 1  | 0  | 1  | 4  | 4  | 0  | 3    | Primera Liga 2019-20     |
| 3    | John Hughes FC       | 2  | 1  | 0  | 1  | 3  | 3  | 0  | 3    | Primera Liga 2019-20     |